# HD 60654
HD 60654，又名BD+40 1903，SAO 41887、HR 2915，是一颗恒星，视星等为6.38，位于銀經179.1，銀緯25.39，其B1900.0坐标为赤經7h 30m 27.2s，赤緯+40° 25.39′ 55″。